# Marshall Jevons
Marshall Jevons es el seudónimo que utilizaron los profesores de economía norteamericanos William L. Breit (de la Trinity University de Texas) y Kenneth G. Elzinga (de la Universidad de Virginia) para publicar sus novelas de misterio.

## Origen del seudónimo
El seudónimo rinde homenaje a los economistas británicos Alfred Marshall y William Stanley Jevons, pioneros de la ciencia económica del siglo XIX.

## Protagonista
El protagonista de las novelas es el ficticio profesor Henry Spearman, economista de Harvard y detective aficionado, que se caracteriza por resolver crímenes utilizando la teoría económica. Se dice que el personaje está inspirado en Milton Friedman, famoso economista y Premio Nobel, no solo por su parecido físico, sino también por el hecho de que ambos utilicen la Teoría de la elección racional, según la cual, cuando una persona tiene que elegir entre dos formas de conseguir un objetivo, siempre elige racionalmente la que cuesta menos. Friedman utiliza esta teoría para comprender la vida cotidiana y Spearman, para resolver los misterios de sus novelas. Debido a este uso amigable de la ciencia económica, las novelas de Marshall Jevons suelen recomendarse como lectura complementaria en muchos cursos de introducción a la economía.

## Libros publicados
- “Asesinato en el Margen” (Murder at the Margin), 1978.
- “El equilibrio fatal” (The Fatal Equilibrium), 1985.
- “Una indiferencia mortal” (A Deadly Indifference), 1995.
- "El misterio de la mano invisible" (The Mystery of the Invisible Hand), 2014 (publicado ya cuando William L. Breit había fallecido).